# Fritz Behrendt
Fritz Behrendt (ur. 30 marca 1877 w Królewcu, zm. 1941?) – niemiecki architekt i urzędnik, pracujący od 1909 we Wrocławiu.

## Życiorys
Behrendt studiował w Wyższej Szkole Technicznej w Charlottenburgu oraz w Królewskiej Bawarskiej Wyższej Szkole Technicznej w Monachium, m.in. u Friedricha von Thierscha. Na początku XX w. pracował jako niezależny architekt, zbudował m.in. dla fabrykanta i kolekcjonera dzieł sztuki Carla Sachsa (1868–1943) willę na wrocławskim Borku. Wiosną 1904 został mianowany rządowym mistrzem budowlanym (niem. Regierungsbaumeister), czyli asesorem budownictwa. Następnie został zatrudniony w miejskiej administracji budowlanej we Wrocławiu, gdzie awansował na inspektora budowlanego (niem. Bauinspektor), a później radcę budowlanego (niem. Baurat). Po I wojnie światowej sprawował funkcję Dyrektora Biura Rozbudowy Wrocławia (niem. Stadterweiterungsamt), gdzie zajmował się m.in. sprawą przyłączenia okolicznych miejscowości. W 1928 został radnym Wrocławia, 18 kwietnia 1929 objął stanowisko miejskiego radcy budowlanego (niem. Stadtbaurat) – naczelnego architekta miasta, które piastował do 31 stycznia 1934.
Z racji sprawowanych funkcji Behrendt zajmował się projektowaniem budynków komunalnych, zwłaszcza gmachów szkolnych. Jako inspektor i radca nadzorował ponadto wszystkie prace i projekty budowlane w mieście, kontrolując przebieg wydawania pozwoleń na budowę. Behrendt doprowadził do skreślenia z projektu urzędu czeków pocztowych drugiej wieży od strony ul. gen. Romualda Traugutta (wówczas Klosterstraße). Oponował też przeciw budowie projektowanego przez Adolfa Radinga wieżowca na wystawie WUWA, przeprowadzenia której był przeciwnikiem.

## Twórczość

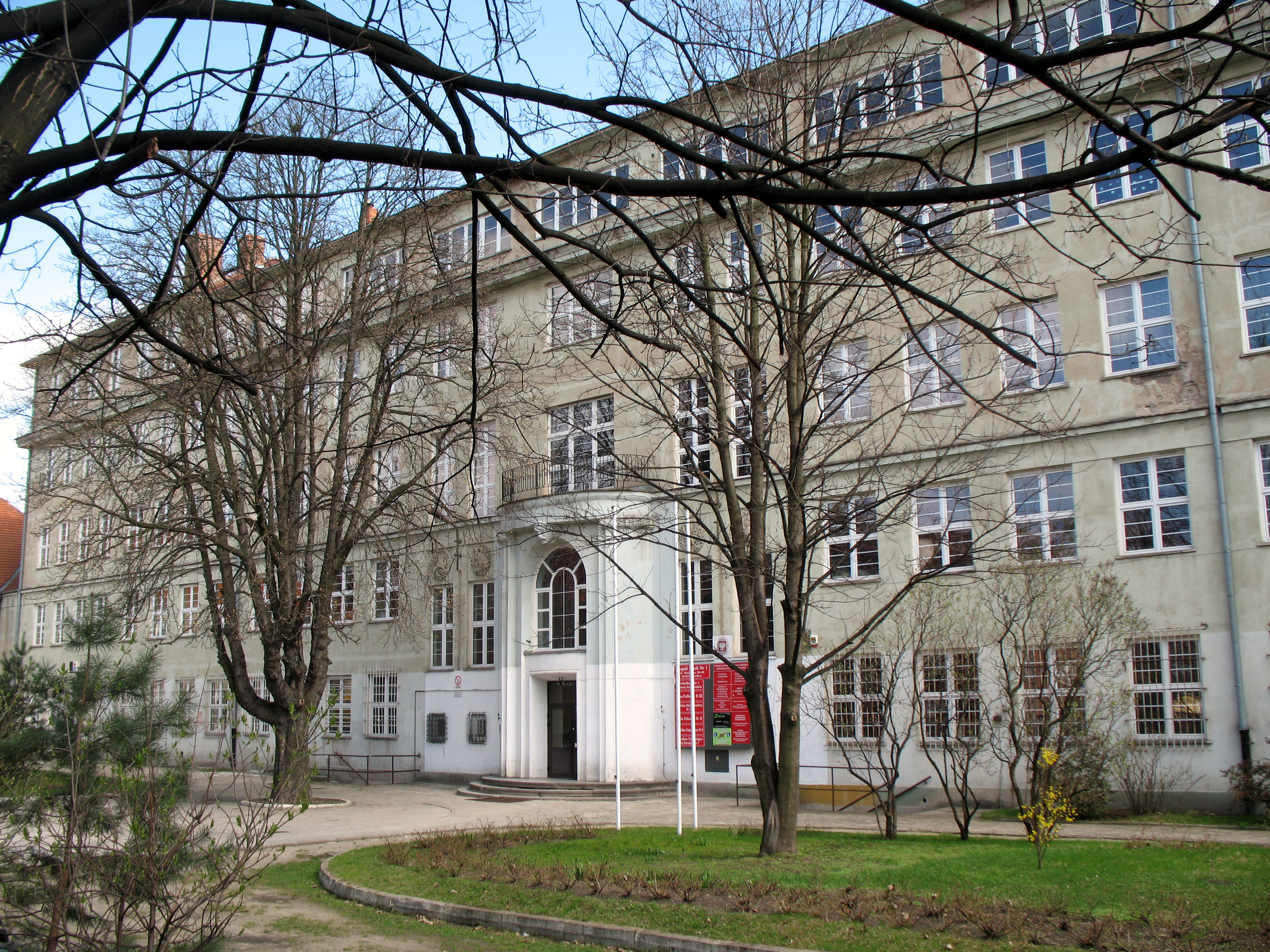
Fritz Behrendt: Szkoła ludowa przy Liegnitzer Straße (obecnie ul. Słubicka) we Wrocławiu

Główne projekty: (wszystkie we Wrocławiu)
- willa Carla Sachsa przy ul. Januszowickiej, 1907
- szkoła ludowa przy ul. Stacha Świstackiego 12 (z H. Frobösem, J. Nathansonem, pod kier. Maksa Berga), 1910–1912, ob. IV Liceum Ogólnokształcące
- rozbudowa Gimnazjum św. Jana przy ul. Stanisława Worcella (budynek oficyny), 1911–1912[4], ob. Zespół Szkół Ekonomiczno-Administracyjnych im. Marii Dąbrowskiej
- pawilon sztuki cmentarnej z 1913 w zespole Wystawy Stulecia wokół Hali Stulecia (zdemontowany po wystawie)
- szkoły ludowe przy ulicach Słubickiej, Kruczej, Kłodnickiej i Sztabowej
- Wyższa Szkoła Realna im. Gerharta Hauptmanna przy ul. Jemiołowej 46–48, 1916–1922, ob. Szkolne Schronisko Młodzieżowe
- projekt urbanistyczny osiedla Księże Małe (razem z Heinrichem Knippingiem), 1928
- przystań wodna AZS i restauracja z 1928 przy wyb. Stanisława Wyspiańskiego 24
- Dom Studentek (d. dom starców) z 1928 „ul. Nad Odrą” 106.[5]

Artykuły, książki:
- Fritz Behrendt, Der Wettbewerb zur Erlangung eines Bebauungsplanes der Stadt Breslau und ihrer Vororte. W: Der Städtebau 19/1922, s. 22.
- Fritz Behrendt, Martin Fuchs, Die Stadt Breslau und die Eingemeindung Inres Erweiterungsgebiet. Denkschrift des Magistrats, Wrocław 1925.
- Fritz Behrendt: Die Breslauer Eingemeidung. W: Ostdeutsche Bauzeitung 46/1928, s. 274–277.
- Fritz Behrendt: Das neue Breslau. W: Deutsche Bauzeitung 63/1929, s. 577–584.